# Graphium tenuilineatus
Graphium tenuilineatus is een vlinder uit de familie van de pages (Papilionidae). Deze naam duikt zo nu en dan op in databases maar werd in 1901 door Hans Fruhstorfer gepubliceerd als de naam voor een ondersoort van Graphium agetes en heeft nooit de status van soort gehad. De naam wordt nu beschouwd als een synoniem van de typische ondersoort, Graphium agetes agetes.